# Kaseta rowerowa

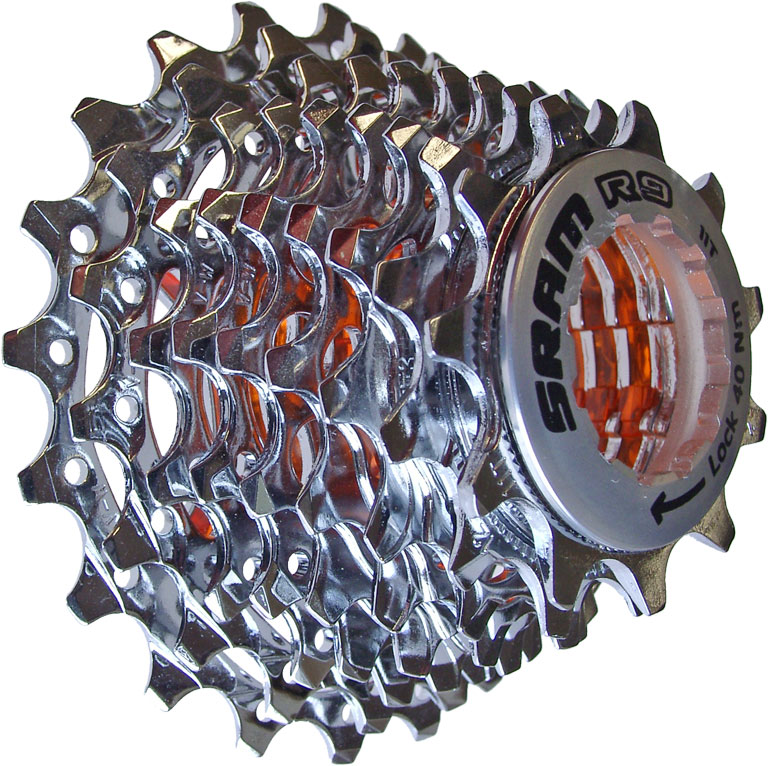
Kaseta szosowa firmy SRAM

Kaseta rowerowa (wielotryb kasetowy) – w rowerze połączenie kilku kół łańcuchowych tworzących zestaw tylnych zębatek rowerowych w napędach z zewnętrznym systemem zmiany biegów.
Montowana na bębenek tylnej piasty przekazuje napęd za pośrednictwem łańcucha na koło. Zębatki kasety, w przeciwieństwie do zestawu zębatek zintegrowanych z wolnobiegiem, nie są montowane na gwint, tylko na wielowypust znajdujący się na bębenku kasety. W większości kaset 6–10 rzędowych (liczba koronek – biegów) najmniejsza koronka ma od 9 do 14 zębów (oznaczenie 9T, 14T), a największa, w zależności od przeznaczenia, od 21T do 26T dla szosowych po 28T do 52T dla MTB.